# Герб Украинской ССР
Герб Украинской Советской Социалистической Республики (укр. Герб Української Радянської Соціалістичної Республіки) был утверждён 14 марта 1919 года, с некоторыми изменениями использовался до 1992 года. На ленте, опоясывающей колосья пшеницы, в центре надпись на украинском языке «Українська PCP», а по бокам — «Пролетарі всіх країн, єднайтеся!»

## История
В Конституции УССР, утверждённой Всеукраинским съездом Советов 10 марта 1919 года и принятой в окончательной редакции ЦИК 14 марта 1919 года, герб описывался в статье 34:

Герб У.С.С.Р. состоит из изображения на красном щите, в лучах солнца, золотых серпа и молота, окружённых венцом из колосьев и с надписью на русском и украинском языках:
1. У.С.С.Р.
2. Пролетарии всех стран, соединяйтесь.

Неизвестно, был ли сделан рисунок, соответствующий описанию.
По Конституции 1929 года (статья 80) герб не претерпел существенных изменений. В верхней части красного щита была добавлена аббревиатура «У.С.Р.Р.» (Українська Соціалістична Радянська Республіка).
«Сталинская» Конституция незначительно изменила герб УССР. На гербе появилась аббревиатура «УРСР», несколько изменился рисунок: стало больше солнечных лучей.
Летом 1947 года в ЦК КП(б)У обсуждался вопрос о приведении герба УССР к единому в СССР стандарту: в верхнюю часть решили добавить звезду, поменять расположение надписей. Указом Президиума Верховного Совета УССР от 21 ноября 1949 года и законом, принятым Верховным Советом УССР 5 июля 1950 года, в верхней части герба УССР была добавлена красная пятиконечная звезда, вместо девиза внизу герба стало помещаться наименование республики на украинском языке, а девиз на украинском и русском языках перенесён на боковые витки красной ленты.
Герб УССР использовался до постановления Верховной рады Украины «О Государственном гербе Украины» № 2137-XII от 19 февраля 1992 года, которым был утверждён «Тризуб» в качестве герба Украины.

## Описание
Государственный герб Украинской Советской Социалистической Республики состоит из золотых серпа и молота, изображённых на красном щите, освещённых лучами солнца и обрамлённых колосьями пшеницы, с надписью на красной ленте: внизу венка «Українська РСР», на правом витке «Пролетарии всех стран, соединяйтесь!» и на левом — «Пролетарі всіх країн, єднайтесь!». Наверху герба имеется пятиконечная звезда (Статья 124 Конституции УССР от 1937 года).
Государственный герб Украинской Советской Социалистической Республики представляет собой изображение серпа и молота, расположенных на щите в лучах солнца и в обрамлении колосьев, с надписью на ленте: внизу венка — «Українська РСР», на правом витке — «Пролетарии всех стран, соединяйтесь!» и на левом — «Пролетарі всіх країн, єднайтеся!». Над щитом между колосьями — пятиконечная звезда (Статья 166 Конституции Украинской ССР 1978 года; описание герба было исключено из этой статьи 17 апреля 1992 года).

## Галерея

Вариант герба Украинской ССР 1920 (1918?) г.
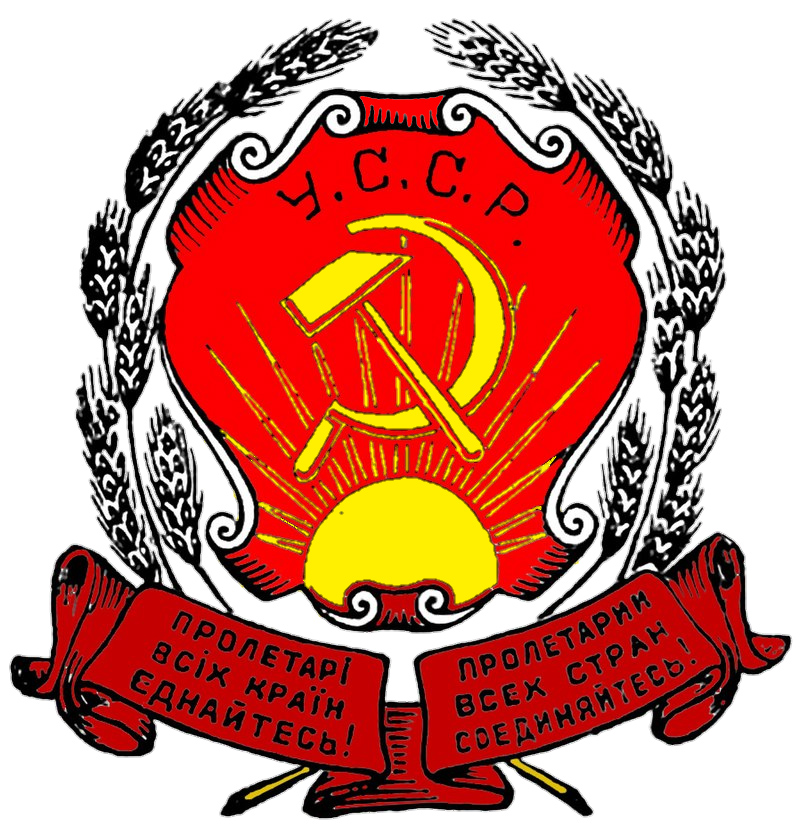
Герб УССР (У.С.С.Р. – на русском) 1919–1929 гг.
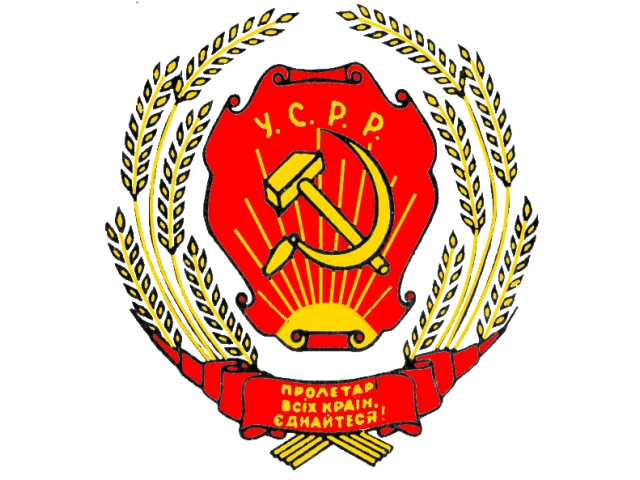
Герб УССР (У.С.Р.Р. – на украинском) 1919–1929 гг.
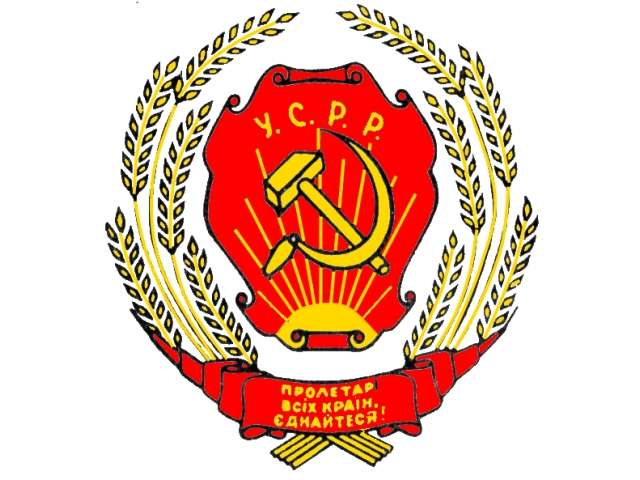
Герб УССР (У.С.Р.Р. – на украинском) 1929–1937 гг.
Герб УССР (У.Р.С.Р. – на украинском) 1937–1949 гг.
Герб УССР 1950–1992 гг.
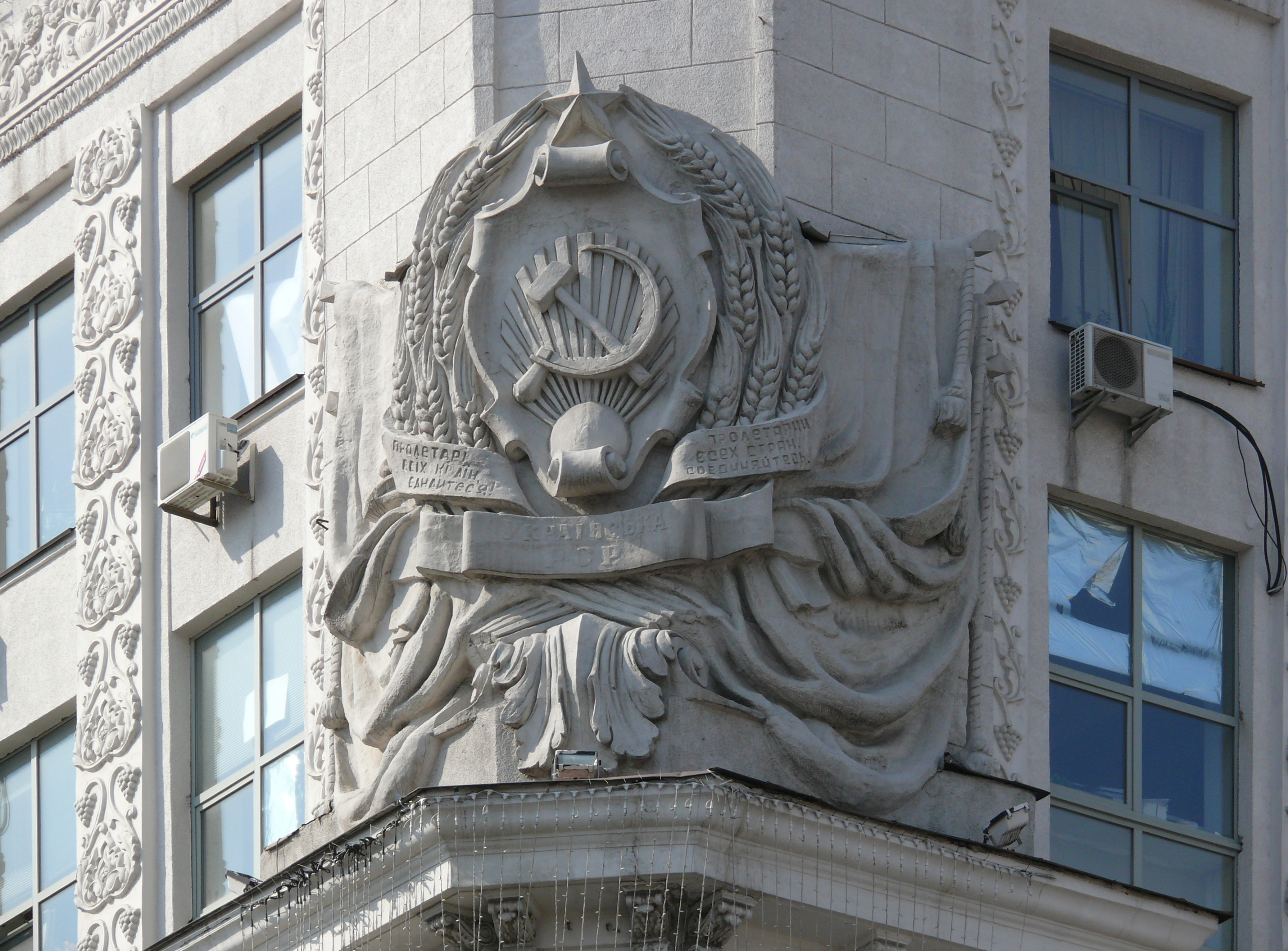
На здании Харьковского горсовета
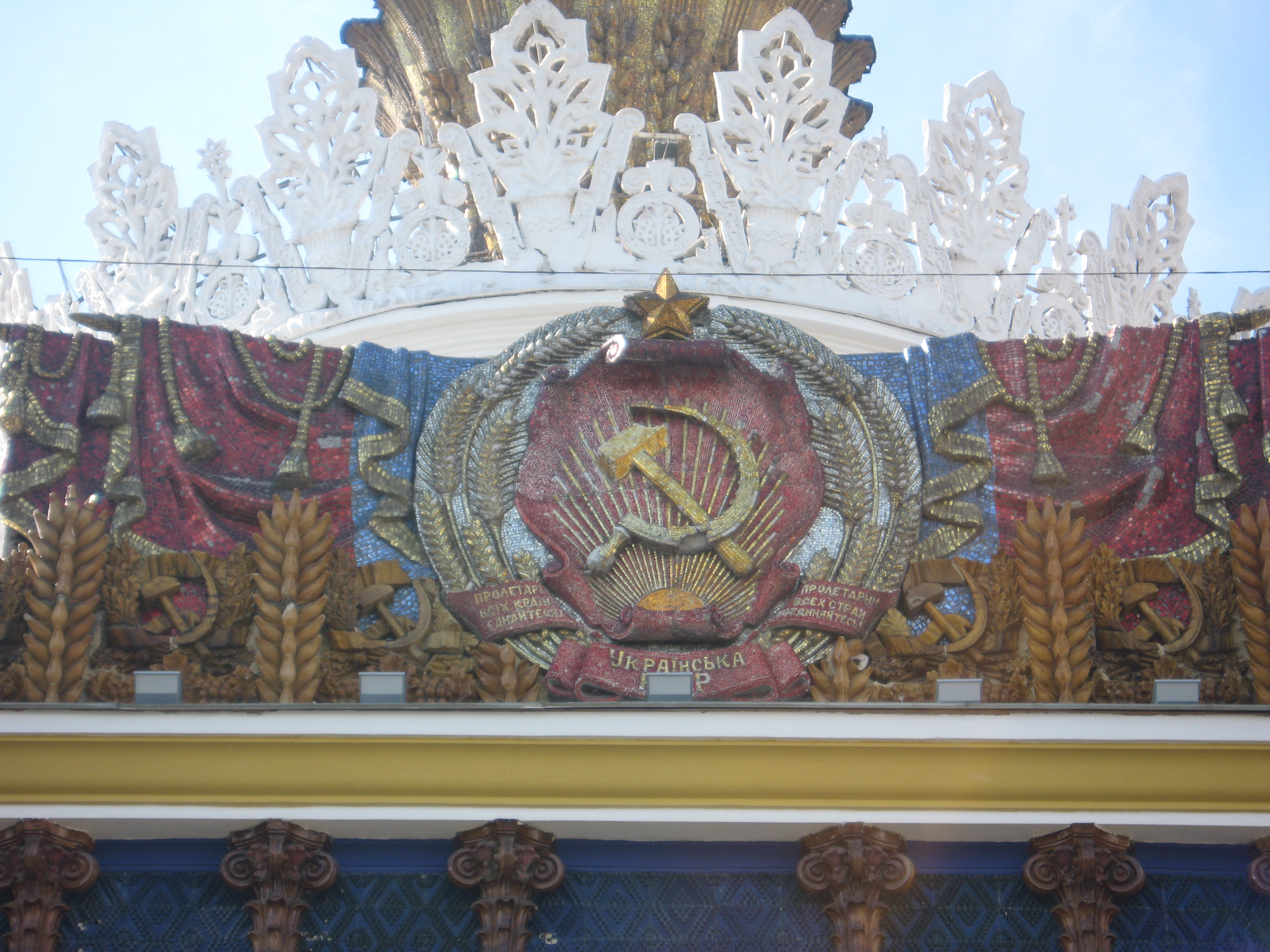
На павильоне республики на ВДНХ в Москве
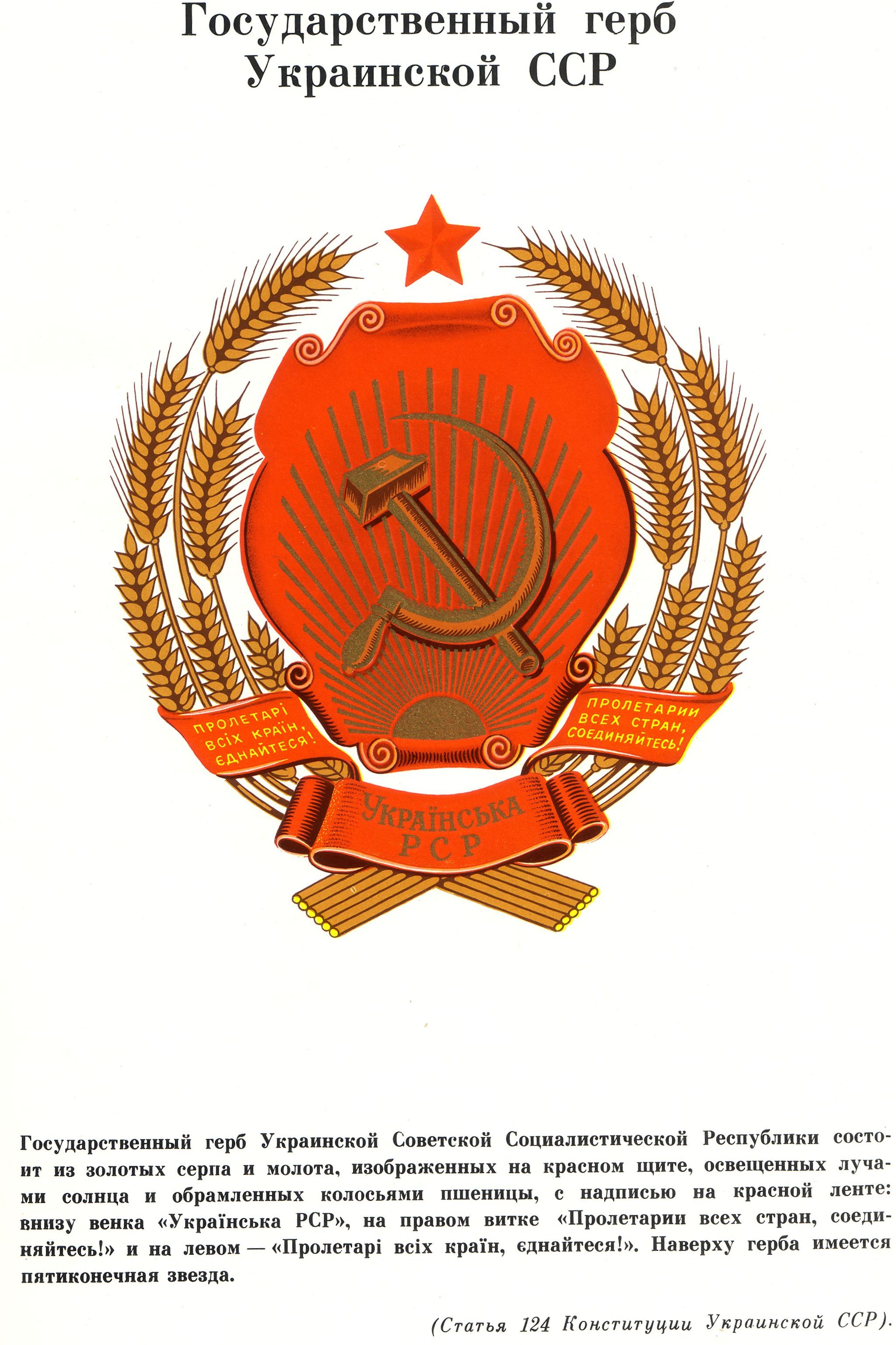
Герб УССР с официальным описанием
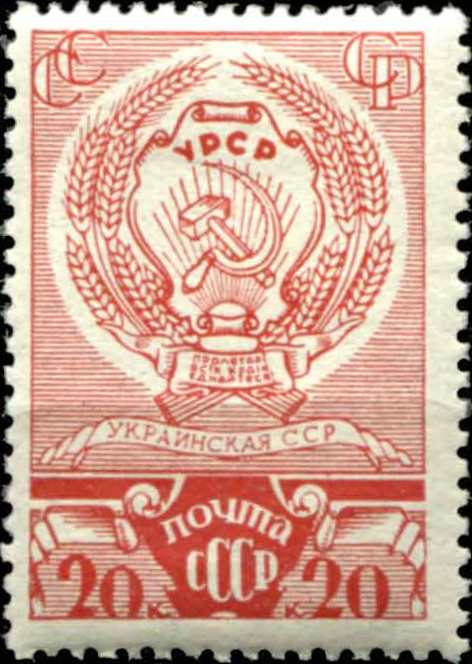
Почтовая марка СССР, 1938 год